# 안채흠
안채흠(2013년 7월 1일 ~ )은 대한민국의 배우, 모델이다.

## 출연

### 방송

#### 드라마
- 2019년 OCN 《타인은 지옥이다》 - 세은 역
- 2020년 KBS 2TV 《좀비탐정》 - 김소리 역
- 2023년 SBS 《모범택시 2》 - 황서연 역
- 2023년 넷플릭스 《너의시간속으로》 - 어린준희친구 역

#### 어린이
- 2019년 B tv 《뽀로로 TV 놀이교실》 - 출연자
- 2019년 B tv 《플레이송스 홈》 - 소피
- 2020년 EBS 1TV 《딩동댕 유치원》 - 〈또또리 숲과 요정 친구들〉 - 출연자

### 영화
- 2018년 《YOLO》 (단편 영화) - 어린 나봄 역
- 2018년 《해미》 (단편 영화) - 은지 역
- 2020년 《나리야》 (단편 영화) - 어린 나리 역
- 2022년 《어느 여름》 (단편 영화) - 도영 역
- 2022년 《양치기》 (독립 영화) - 은지 역
- 2024년 《무도실무관》 (상업 영화) - 이민주 역
- 2024년 《새끼손가락》 (단편 영화) - 은지 역 - 채정안배우 딸 역할

### 광고
- 2019년 대한민국 행정안전부 자치분권위원회
- 2019년 삼성전자 삼성 비스포크 김치냉장고
- 2020년 보성아이앤디 곰곰이와 친구들